# Хоботопридвижващи се
Хоботопридвижващи се (Kinorhyncha, на гръцки: κίνηω, kīneō – „движа се“ и ρυνχος, rhynchos – „хобот“) са билатерални, червеобразни, бентосни животни с начленено тяло. Дължината им варира в рамките на 0,2 до 1,2 mm.

## Морфология
Тялото е изградено от членчета наречени „зонити“. Техният брой е 13 – 14. Първия и втория зонит образуват главовата част, която представлява хобот, прибиращ се в тялото. Тялото е покрито с кутикула, носеща четинки и шипчета, концентрирани предимно в главовата част. Червеите се придвижват, чрез своя хобот. Той се изхвърля напред, залавя се за дадена частица или повърхност и придвижва останалите зонити към себе си. Движението се осъществява посредством съкращаването и отпускането на надлъжни мускули.
Телесната кухина се нарича псевдоцел. Храносмилателната система се състои от уста, глътка, хранопровод, стомах, черво и анус. Нямат дихателна и кръвоносна система. Отделителната система включва две тръбички. Всяка от тях има пламъкови клетки и гръбно отварящи се канали при 11 зонит. Нервната система се състои от нервен кръг около глътката и две нервни вериги. При някои от видовете се срещат и очни петна.
Хоботопридвижващите се са разделнополови животни с две полови жлези. Много малко е известно за тяхното възпроизводство. Женските снасят яйца, които след около 10 дена се излюпват. Ларвите се развиват извън възрастните организми и преди да достигнат полова зрялост преминават през 5 – 6 метаморфози.

## Произход и систематика
Произходът и връзките с други типове животни е недобре проучен. Фосили от тези организми не са откривани. По морфологични признаци хоботопридвижващите се са подобни на представителите на тип Nematoda. Те са в тясно родства с представителите на типовете Loricifera и Priapulida. Заедно трите типа образуват таксон наречен Scalidophora. По-нови хипотези предполагат по-тясна връзка на Scalidophora, Nematoda, Nematomorpha, Tardigrada, Onychophora и Arthropoda.
Кореморесничестите включват два класа с общо около 150 вида:
- Cyclorhagida – включва 6 семейства.
- Homalorhagida – включва 2 семейства.

## Екологични характеристики
Обитават само морска среда. Живеят в тиня, пясък или върху водорасли на дълбочина до 5000 m. В морските екосистеми имат висока популационна плътност. Хранят се с микроорганизми, органични частици и едноклетъчни водорасли. Малко се знае за тяхното екологично значение.